# Sara Renner
Sara Renner (ur. 10 kwietnia 1976 w Golden) – kanadyjska biegaczka narciarska, medalistka olimpijska i medalistka mistrzostw świata.

## Kariera
Na igrzyskach zadebiutowała w 1998 r. podczas igrzysk olimpijskich w Nagano, gdzie jej najlepszym indywidualnym wynikiem było 54. miejsce w biegu na 30 km techniką dowolną. Dużo lepiej zaprezentowała się na igrzyskach w Salt Lake City. Zajęła tam 9. miejsce w sprincie stylem dowolnym, a wraz z koleżankami z reprezentacji zajęła 8. miejsce w sztafecie 4x5 km. Największy sukces osiągnęła jednak podczas igrzysk olimpijskich w Turynie, gdzie razem z Beckie Scott wywalczyła srebrny medal w sprincie drużynowym techniką klasyczną. Była także ósma w biegu na 10 km stylem klasycznym. Cztery lata później, na igrzyskach w Vancouver jej najlepszym wynikiem było siódme miejsce w sprincie drużynowym techniką dowolną.
Jej pierwszymi mistrzostwami były mistrzostwa świata w Trondheim w 1997 r. Zajmowała tam jednak miejsca poza pięćdziesiątką. Nie startowała na mistrzostwach w Ramsau. W 2001 r. podczas mistrzostw świata w Lahti zajmowała miejsca w czwartej dziesiątce, jednak dwa lata później, na mistrzostwach świata w Val di Fiemme zajęła 7. miejsce w sprincie techniką dowolną. Swój pierwszy medal w życiu wywalczyła w 2005 r. podczas mistrzostw świata w Oberstdorfie zajmując trzecie miejsce w sprincie techniką klasyczną. Uległa jedynie dwóm Szwedkom: zwyciężczyni Emilie Öhrstig oraz drugiej na mecie Linie Andersson. Mistrzostwa świata w Libercu były ostatnimi w jej karierze. Zajęła tam między innymi 6. miejsce w sprincie drużynowym techniką klasyczną oraz 9. miejsce w biegu na 10 km również stylem klasycznym.
Najlepsze wyniki w Pucharu Świata osiągnęła w sezonie 2005/2006, kiedy to zajęła dziesiąte miejsce w klasyfikacji generalnej.
W 2010 r. zakończyła karierę. Jej mężem jest były kanadyjski narciarz alpejski Thomas Grandi, z którym ma córkę imieniem Aria. Mieszka w Canmore, w prowincji Alberta.

## Osiągnięcia

### Igrzyska olimpijskie
| Miejsce | Dzień     | Rok  | Miejscowość    | Konkurencja                                 | Czas biegu | Strata   | Zwyciężczyni      |
| ------- | --------- | ---- | -------------- | ------------------------------------------- | ---------- | -------- | ----------------- |
| 74.     | 10 lutego | 1998 | Nagano         | 5 km stylem klasycznym                      | 17:37,9    | +3:22,5  | Łarisa Łazutina   |
| 64.     | 12 lutego | 1998 | Nagano         | 15 km łączony                               | 46:06,9    | +8:06,8  | łarisa Łazutina   |
| 16.     | 15 lutego | 1998 | Nagano         | Sztafeta 4 × 5 km                           | 55:13,5    | +5:56,4  | Rosja             |
| 54.     | 20 lutego | 1998 | Nagano         | 30 km stylem dowolnym                       | 1:22:01,5  | +18:13,1 | Julija Czepałowa  |
| 13.     | 12 lutego | 2002 | Salt Lake City | 10 km stylem klasycznym                     | 28:05,6    | +1:41,1  | Bente Skari       |
| 17.     | 15 lutego | 2002 | Salt Lake City | 10 km łączony                               | 25:09,9    | +1:00,4  | Beckie Scott      |
| 9.      | 19 lutego | 2002 | Salt Lake City | Sprint stylem dowolnym                      | 3:10,6     | –        | Julija Czepałowa  |
| 8.      | 21 lutego | 2002 | Salt Lake City | Sztafeta 4 × 5 km                           | 49:30,6    | +1:19,0  | Niemcy            |
| DNS     | 24 lutego | 2002 | Salt Lake City | 30 km stylem klasycznym                     | 1:30:57,1  | -        | Gabriella Paruzzi |
| 16.     | 12 lutego | 2006 | Turyn          | 15 km łączony                               | 43:25,6    | +1:42,2  | Kristina Šmigun   |
| 2.      | 14 lutego | 2006 | Turyn          | Sprint drużynowy stylem klasycznym          | 16:36,9    | +0,6     | Szwecja           |
| 8.      | 16 lutego | 2006 | Turyn          | 10 km stylem klasycznym                     | 27:51,4    | +41,6    | Kristina Šmigun   |
| 10.     | 18 lutego | 2006 | Turyn          | Sztafeta 4 × 5 km                           | 54:47,7    | +2:02,1  | Rosja             |
| 16.     | 22 lutego | 2006 | Turyn          | Sprint stylem dowolnym                      | 2:12,3     | -        | Chandra Crawford  |
| 34.     | 17 lutego | 2010 | Vancouver      | Sprint stylem klasycznym                    | 3.39,2     | –        | Marit Bjørgen     |
| 10.     | 19 lutego | 2010 | Vancouver      | 2 × 7,5 km łączony, na dochodzenie          | 39:58,1    | +1:39,8  | Marit Bjørgen     |
| 7.      | 22 lutego | 2010 | Vancouver      | Sprint drużynowy techniką dowolną           | 18:03,7    | +48,1    | Niemcy            |
| 15.     | 27 lutego | 2010 | Vancouver      | 30 km stylem klasycznym ze startu wspólnego | 1:30:33,7  | +3:30,5  | Justyna Kowalczyk |

### Mistrzostwa świata
| Miejsce | Dzień     | Rok  | Miejscowość   | Konkurencja                        | Czas biegu | Strata  | Zwyciężczyni                   |
| ------- | --------- | ---- | ------------- | ---------------------------------- | ---------- | ------- | ------------------------------ |
| 58.     | 21 lutego | 1997 | Trondheim     | 15 km stylem dowolnym              | 36:28,2    | +5:51,4 | Jelena Välbe                   |
| 61.     | 23 lutego | 1997 | Trondheim     | 5 km stylem klasycznym             | 13:32,7    | +1:30,2 | Jelena Välbe                   |
| 54.     | 24 lutego | 1997 | Trondheim     | 5+10 km pościgowy                  | 39:13,5    | +5:26,6 | Stefania Belmondo Jelena Välbe |
| 37.     | 18 lutego | 2001 | Lahti         | 10 km łączony                      | 28:06,1    | +2:37,8 | Virpi Kuitunen                 |
| 37.     | 20 lutego | 2001 | Lahti         | 10 km stylem klasycznym            | 29:13,5    | +3:02,8 | Bente Skari                    |
| 389.    | 21 lutego | 2001 | Lahti         | Sprint stylem dowolnym             | 3:41,5     | –       | Pirjo Manninen                 |
| 6.      | 23 lutego | 2001 | Lahti         | Sztafeta 4 × 5 km                  | 53.01,6    | +2:45,8 | Rosja                          |
| 16.     | 20 lutego | 2003 | Val di Fiemme | 10 km stylem klasycznym            | 25:47,0    | +1:43,8 | Bente Skari                    |
| 17.     | 22 lutego | 2003 | Val di Fiemme | 10 km łączony                      | 26:38,4    | +37,5   | Kristina Šmigun                |
| 7.      | 26 lutego | 2003 | Val di Fiemme | Sprint stylem dowolnym             | 3:28,8     | -       | Marit Bjørgen                  |
| 12.     | 28 lutego | 2003 | Val di Fiemme | 30 km stylem dowolnym              | 1:14:29,8  | +4:03,4 | Olga Zawiałowa                 |
| 22.     | 19 lutego | 2005 | Oberstdorf    | 2x7.5 km bieg łączony              | 42:16,8    | +2:28,1 | Julija Czepałowa               |
| 3.      | 22 lutego | 2005 | Oberstdorf    | Sprint stylem klasycznym           | 2:15,5     | +1,4    | Emelie Öhrstig                 |
| 10.     | 25 lutego | 2005 | Oberstdorf    | Sprint drużynowy stylem dowolnym   | 12:19,7    | +32,4   | Norwegia                       |
| 9.      | 19 lutego | 2009 | Liberec       | 10 km stylem klasycznym            | 28:12,8    | +1:16,2 | Aino-Kaisa Saarinen            |
| 21.     | 21 lutego | 2009 | Liberec       | 2 × 7,5 km bieg łączony            | 40:55,3    | +2:27,6 | Justyna Kowalczyk              |
| 6.      | 25 lutego | 2009 | Liberec       | Sprint drużynowy stylem klasycznym | 19:43,7    | +1:03,6 | Finlandia                      |
| DNS     | 28 lutego | 2009 | Liberec       | 30 km stylem dowolnym              | 1:16:10,6  | -       | Justyna Kowalczyk              |

### Puchar Świata

#### Miejsca w klasyfikacji generalnej
- sezon 2000/2001: 63.
- sezon 2001/2002: 47.
- sezon 2002/2003: 35.
- sezon 2003/2004: 28.
- sezon 2004/2005: 26.
- sezon 2005/2006: 10.
- sezon 2007/2008: 46.
- sezon 2008/2009: 22.
- sezon 2009/2010: 39.

#### Miejsca na podium
| Nr | Dzień      | Rok  | Miejscowość | Konkurencja              | Czas biegu  | Strata  | Miejsce | Zwycięzca         |
| -- | ---------- | ---- | ----------- | ------------------------ | ----------- | ------- | ------- | ----------------- |
| 1. | 11 grudnia | 2005 | Vernon      | Sprint stylem dowolnym   | -           | -       | 3.      | Beckie Scott      |
| 2. | 5 lutego   | 2006 | Davos       | 10 km stylem klasycznym  | 27:58.8 min | +31.8 s | 2.      | Virpi Kuitunen    |
| 3. | 7 marca    | 2006 | Borlänge    | Sprint stylem dowolnym   | -           | -       | 3.      | Arianna Follis    |
| 4. | 6 lutego   | 2010 | Canmore     | Sprint stylem klasycznym | -           | -       | 3.      | Justyna Kowalczyk |